# フラン・オブライエン
フラン・オブライエン（Brian O'Nolan、1911年10月5日 - 1966年4月1日）は、アイルランドの作家。本名ブライアン・オノーラン。
20世紀のアイルランド文学の主要人物、または、モダニストおよびポストモダン文学の重要人物と見なされている。

## 経歴
（https://www.hakusuisha.co.jp/book/b427611.html）
長篇第一作『スウィム・トゥー・バーズにて』は、ベケット、ジョイスらに高く評価されたが、第二作『第三の警官』の原稿は出版社に拒否される。マイルズ・ナ・ゴパリーン名義の新聞コラムで長年にわたって人気を博した。1960年代に『ハードライフ』『ドーキー古文書』を発表。没後、『第三の警官』が出版されると、前衛的方法とアイルランド的奇想が結びついた傑作として絶賛を浴びた。

## 日本語訳
- 『ハードライフ』大澤正佳 訳、国書刊行会、文学の冒険、2005年2月

- 『第三の警官』大澤正佳 訳、白水社、白水Uブックス、2013年12月

- 『スウィム・トゥー・バーズにて』 大澤正佳 訳、白水社、白水Uブックス 2014年10月
- 『ドーキー古文書』 大澤正佳 訳、白水社、白水Uブックス、2019年1月

## 作品（小説）
- At Swim-Two-Birds (Longman Green & Co. 1939)
- The Third Policeman (written 1939–1940, published posthumously by MacGibbon & Kee 1967)
- An Béal Bocht (credited to Myles na gCopaleen, published by An Preas Náisiúnta 1941, translated by Patrick C. Power as The Poor Mouth 1973)
- The Hard Life (MacGibbon & Kee 1961)
- The Dalkey Archive (MacGibbon & Kee 1964)
- Slattery's Sago Saga (seven chapters of an unfinished novel written circa 1964–1966, later published in the collections  Stories and Plays, Hart-Davis, MacGibbon 1973, and The Short Fiction of Flann O'Brien, Dalkey Archive Press 2013, edited by Neil Murphy & Keith Hopper.[1] It was also adapted as a play in 2010.[2]